# Butch Miles
Butch Miles (Ironton (Ohio), 4 juli 1944 –  Austin (Texas), 2 februari 2023) was een Amerikaanse jazzdrummer.

## Biografie
Butch Miles groeide op in West Virginia, raakte op 14-jarige leeftijd geïnteresseerd in drums en volgde lessen bij Frank Thompson in Charleston. Eerst speelde hij in dansbands. Na enkele jaren bij Iris Bell begon zijn jazzcarrière in de band van Mel Tormé in 1971. Naast frequente verplichtingen aan de bigband van Count Basie sinds 1975, begeleidde hij sindsdien een breed scala aan jazzmuzikanten zoals Wild Bill Davison tot Gerry Mulligan. In 1980 begeleidde hij de zanger Tony Bennett. Zijn grote voorbeeld was Sonny Payne van het Count Basie Orchestra. Hij speelt in de traditie van swingdrummers zoals Jo Jones en Gus Johnson.

## Discografie
- Jazz Express
- Lady Be Good (met Bucky Pizzarelli)
- Butch Miles Salutes Chick Webb
- Butch Miles Salutes Gene Krupa (Famous Door, 1982) met Jorge Anders
- Straight On Till Morning
- Soulmates
- Cookin'  (met Howard Alden)
- Thank you, Fos!'  (met Dani Felber Big Band Explosion)